# Urban Jürgensen
Urban Jürgensen (1776 – 1830) è stato un orologiaio danese.

## Biografia
Figlio d'arte, si perfezionò a Le Locle presso il famoso orologiaio svizzero Jacques-Frédéric Houriet, poi a Parigi presso Ferdinand Berthoud e Abraham-Louis Breguet, e infine a Londra presso John Arnold. Nel 1801 sposò la figlia di Houriet, Sophie-Henriette, e si stabilì a Copenaghen. Si dedicò soprattutto agli orologi di precisione da persona e da marina.